# Un mal día lo tiene cualquiera
Un mal día lo tiene cualquiera es una película española de comedia dirigida por Eva Hache en su debut como directora y escrita por Jelen Morales. Está protagonizada por Ana Polvorosa, Agustín Jiménez, Bárbara Mestanza, Juriji der Klee, Aníbal Gómez, Goize Blanco y Ariana Martínez. Su estreno en cines españoles tuvo lugar el 26 de enero de 2024, de la mano de Warner Bros. Pictures España.

## Trama
Sonia (Ana Polvorosa) es una mujer responsable, ordenada y con el sentido de la norma muy integrada que por fin vive sola con su gato en el centro de la capital española. Sin embargo, en una sola noche y en vísperas de un importante examen que le puede dar su anhelada estabilidad laboral, esta controladora de manual se verá obligada a hacer todo aquello que no se ha atrevido a llevar a cabo en treinta y seis años de vida.

## Reparto
- Ana Polvorosa como Sonia García Vidal
- Agustín Jiménez como Bernardo
- Bárbara Mestanza como María
- Juriji der Klee como Curator
- Aníbal Gómez como Conductor Búho
- Goize Blanco como Lucía
- Ariana Martínez como Malena

## Producción
El rodaje de la película comenzó el 19 de octubre de 2022 en Madrid, finalizando el diciembre de ese año. El presupuesto de la película es de tres millones de euros, incluyendo un millón de euros procedente de las ayudas generales del ICAA.

## Lanzamiento y marketing
Originalmente, Warner Bros. programó el estreno en cines de España de Un mal día lo tiene cualquiera para el 27 de octubre de 2023; sin embargo, en septiembre de 2023 fue retrasada hasta el 9 de febrero de 2024. El 17 de noviembre de 2023, se anunció que finalmente el estreno se había adelantado al 26 de enero de 2024.

## Recepción

### Taquilla
En su primera semana, Un mal día lo tiene cualquiera se estrenó en 101 cines, coincidiendo principalmente con los estrenos de Pobres criaturas, Los tres mosqueteros: Milady, Patrick, Miller's Girl y El fantasma de Canterville, entre otras películas. La cinta recaudó 48.043 euros en su estreno, para un promedio por copia de 476 euros, ocupando el puesto 21 de la taquilla.

### Crítica
Un mal día lo tiene cualquiera ha recibido críticas mixtas a negativas por parte de los críticos. Pedro de Frutos de El Ónfalos le dio a la película un 3.1 de 10, escribiendo que el personaje de Ana Polvorosa "[le] facilita [...] destacar sobre una colección de personajes estrafalarios y actores con menos facilidad para la interpretación" y criticó que la dirección de Eva Hache "no termina de centrarse", además de tildar su guion de "estrafalario [...] se convierte en discurso aburrido" y decir de sus golpes de humor que "no dejan de ser supuestos porque apenas inducen a la sonrisa". Furanu de Moviementarios escribió que el guion "no [le] ha parecido gracioso y supuestamente esto es una comedia" y que los chistes "no están nada bien trabajados y la excentricidad de algunas escenas no está bien justificada", además de decir que "se conforma como un viaje personal que habría funcionado mejor planteado de un modo serio" y que la trama "se podría haber amoldado más a un drama o thriller de esos que siguen la estela de películas como Un día de furia", aunque dio crédito a que la película "está bien dirigida" y que "si en algo atina [...] es en retratar a una juventud que tiene que alegrarse por encontrar pisos sin ventanas pagando tres meses de fianza o amoldar su vocabulario a los nuevos lenguajes inclusivos [...] y en mostrar a un Madrid insolidario y a una sociedad que prefiere acotarse a las normas de las empresas antes que a un sentido de humanidad". Por su parte, Enid Román Almansa de Cinemanía le dio a la película tres estrellas de cinco, escribiendo que las situaciones que retrata "podrían ser consideradas dignas de las peores películas de miedo", además de elogiar el talento de Polvorosa y catalogar el trabajo de Hache como "dign[o]", aunque también lamentó que "habríamos disfrutado más con un final menos acelerado".El medio joven mundoCine le dio una nota de dos estrellas y media sobre cinco y señaló que se trata de “ una ‘feel good movie’ disfrazada de comedia de terror que se pierde en su propio juego rocambolesco”.